# Welcome to the Ball
Welcome to the Ball è il quarto album in studio del gruppo musicale heavy metal Vicious Rumors, inciso e pubblicato nel 1991.

## Il disco
Il disco, edito da Atlantic Records, è il maggior successo commerciale della band ma, nonostante ciò, in seguito alla pubblicazione la casa discografica non rinnovò il contratto con la band, infatti l'album successivo venne pubblicato dalla Rising Sun Productions. Per la canzone Children venne anche registrato un video.

Il CD è stato ristampato in versione rimasterizzata nel 2005 dall'etichetta Wounded Bird Records.

## Tracce
Musiche di Geoff Thorpe, Mark McGee.
1. Abandoned – 4:15 (testo: Geoff Thorpe, Carl Albert)
2. You Only Live Twice – 3:38 (testo: Carl Albert)
3. Savior From Anger – 4:08 (testo: Geoff Thorpe, Carl Albert)
4. Children – 4:56 (testo: Geoff Thorpe, A. Pessis, Carl Albert)
5. Dust To Dust – 4:20 (testo: Mark McGee)
6. Raise Your Hands – 4:02 (testo: Mark McGee)
7. Strange Behavior – 4:08 (testo: Geoff Thorpe)
8. Six Stepsisters – 3:31 (testo: Geoff Thorpe, Carl Albert)
9. Mastermind – 3:55 (testo: Geoff Thorpe, Carl Albert)
10. When Love Comes Down – 4:59 (testo: Geoff Thorpe, Carl Albert)
11. Ends of the Earth – 3:13 (testo: Carl Albert, Mark McGee)

## Crediti
Formazione
- Carl Albert – voce
- Geoff Thorpe – chitarra
- Mark McGee – chitarra
- Dave Starr – basso
- Larry Howe – batteria

Produzione
- Geoff Thorpe e Michael Rosen – produzione
- Geoff Thorpe, Michael Rose e Mark McGee – missaggio
- Howie Weinberg – mastering
- Don Brautigam – copertina